# Amt Schafflund
La comunità amministrativa di Schafflund (Amt Schafflund) si trova nel circondario di Schleswig-Flensburgo nello Schleswig-Holstein, in Germania.

## Suddivisione
Comprende 13 comuni:
1. Böxlund (112)
2. Großenwiehe (3 234)
3. Holt (153)
4. Hörup (608)
5. Jardelund (324)
6. Lindewitt (1 967)
7. Medelby (1 000)
8. Meyn (747)
9. Nordhackstedt (497)
10. Osterby (317)
11. Schafflund* (2 851)
12. Wallsbüll (932)
13. Weesby (436)

Il capoluogo è Schafflund.
(Tra parentesi i dati della popolazione al 31 dicembre 2021)